# Dvorana Lappia
Dvorana Lappia (finsko Lappia-talo) je prizorišče uprizoritvenih umetnosti in konferenčni center v Rovaniemiju, glavnem mestu finske regije [Laponska, Finska|Laponska]], ki leži blizu polarnega kroga. Znana je po tem, da jo je zasnoval priznani finski arhitekt Alvar Aalto v modernističnem slogu.
Valovita zunanja linija strehe spominja na hribovje Laponske. Ko je osvetljena ponoči, spominja tudi na severni sij.
Notranja zasnova v veliki meri uporablja svetel les in navadne bele površine z modrimi poudarki, značilne za Aaltovo kasnejše delo. Javne površine so večinoma opremljene s svetilkami in pohištvom Aaltovega lastnega podjetja za pohištvo in notranjo opremo, Artek.
Objekt je bil zgrajen fazno. Prva faza je bila dokončana leta 1961 in je med drugim nastanila regionalno pisarno finske javne radiotelevizije Yle ter Laponski glasbeni inštitut (Lapin musiikkiopisto). Druga faza, dokončana leta 1971, je dom občinskega gledališča Rovaniemi, medtem ko je bila zadnja faza, konferenčni center, dokončana leta 1975. Dvorana Lappia je bila zadnja stavba, ki jo je Aalto videl dokončano pred svojo smrtjo leta 1976.
V letih 2013–2015 je bila notranjost stavbe obsežno prenovljena in razširjena na podzemno prizorišče in storitvene prostore. Danes stavba obsega tri dvorane s skupno kapaciteto cca. 600, pa tudi dve restavraciji.
Dvorana Lappia je del širšega kompleksa javnih in upravnih stavb, ki jih je zasnoval Aalto, znanih pod skupnim imenom Center Aalto, skupaj s sosednjo knjižnico Rovaniemi (dokončana leta 1965) in mestno hišo Rovaniemi (1988). Finska agencija za dediščino je kompleks določila in zaščitila kot nacionalno pomembno grajeno kulturno okolje (Valtakunnallisesti merkittävä rakennettu kulttuuriympäristö).